# Église Sainte-Croix de Sainte-Croix (Aveyron)
L'église Sainte-Croix de Sainte-Croix est une église située à Sainte-Croix, dans le département de l'Aveyron, en France.

## Historique
Le clocher fortifié a été conçu, de la base au sommet, pour servir de défense et de refuge à la population.
L'édifice, primitivement érigé au 15ème siècle,  est classé au titre des monuments historiques en 1931.